# Crocidium hessei
Crocidium hessei är en tvåvingeart som beskrevs av Lamas, Evenhuis och Márcia Souto Couri 2003. Crocidium hessei ingår i släktet Crocidium och familjen svävflugor. Inga underarter finns listade i Catalogue of Life.